# Mortician
Mortician — американская дэт-метал-группа, образованная в 1989 году.

## История
Музыкальный коллектив Mortician образовался в 1989 году и носил название Casket. В состав группы входило всего два человека Уилл Рамер (вокал, бас) и Мэтт Сичер (ударные). После записи композиции «Mortician» было решено также и сменить название. В 1990 году группа записала свой накопившийся материал в формате демозаписи — Demo 1, на котором на гитаре играл Джон МакЭнти из Incantation. В январе 1991 года в группу пришёл новый постоянный гитарист Роджер Бежор. В таком составе Mortician начали давать первые концерты, на одном из которых их заметили представители лейбла Relapse Records. 3 августа 1991 года лейбл издал семидюймовый EP Mortal Massacre. После выпуска EP группа начала записывать дебютный альбом, однако столкнулась с проблемой — Мэтт Сичер не мог играть на ударных из-за пристрастия к наркотикам. Оставшиеся практически без ударника Уилл и Роджер записывают ударные с помощью драм-машины и предоставляют готовые 15 композиций лейблу. Однако альбома не последовало, вместо этого 3 композиции из указанных вошли на сборник Corporate Death.
После этого группа начала искать нового барабанщика и давать немногочисленные концерты используя сессионных. Летом 1994 года лейбл предложил группе записать композицию для готовящегося сборника Death...is Just the Beginning III. В итоге была записана Blown to Pieces. В 1994 году выходит сингл «House by the Cemetery» получивший множество положительных откликов. На этой волне успеха лейбл перевыпускает сингл в формате EP в 1995 году с добавлением кавер-версий групп Napalm Death и Celtic Frost. В 1996 году выходит дебютный Hacked Up for Barbecue, основная часть которого содержала перезаписанные старые композиции.

## Музыка
Музыка коллектива сочетает в себе элементы брутального дэт-метала и грайнда, складываясь в общее русло дэтграйнда. Кроме того в качестве ударных группа использует возможности драм-машины, что, по мнению, Роджера Бежора создаёт «жестокую механическую атмосферу». Однако до 1992 года в группе присутствовал реальный барабанщик, также реальный барабанщик присутствует при концертных выступлениях.
Помимо прочего в своей музыке Mortician часто используют семплы из различных фильмов ужасов, которые берут из коллекции Уилла Рамера (насчитывает более 500 фильмов). Количество музыкальных композиций группы на альбомах порой достигает 30, в большинстве своём не менее 20 (не относится к иным релизам группы, количество композиций на которых часто не менее 10).

## Лирика и обложки
Лирика коллектива посвящена темам, в подавляющем большинстве своём отталкивающим среднестатистического человека, таким как: убийства, смерть, телесные издевательства над людьми, тематике фильмов ужасов с их персонажами (зомби, маньяки и т. д.). Лирическому наполнению альбома отвечают и обложки релизов группы, которые также часто соприкасаются с тематикой фильмов ужасов. В создании некоторых обложек группы участвовал Вес Бенскотер.

## Состав

### Настоящий состав
- Уилл Рамер — бас, вокал
- Роджер Бежор — гитара, программирование ударных
- Сэм Инзерра — ударные (концертные выступления)

### Бывшие участники
- Мэтт Харшнер — гитара
- Джон Маккенти — гитара
- Мэтт Сичер (умер в 1994 году) — ударные
- Десмонд Толхарст — гитара, бас
- Джордж Торрес — ударные (концертные выступления)
- Брайн Секула — гитара (1996—1997, концертные выступления)
- Рон Качник — гитара (концертные выступления)

## Дискография

### Демо-альбомы
- Rehearsal 12/14/89
- Demo No. 1 1990

### Студийные альбомы
- Hacked Up for Barbecue (1996)
- Chainsaw Dismemberment (1999)
- Domain of Death (2001)
- Darkest Day of Horror (2003)
- Re-Animated Dead Flesh (2004)

### Мини-альбомы и синглы
- Brutally Mutilated (7" Single, 1990)
- Mortal Massacre (7" Single, 1991)
- Mortal Massacre (EP, 1993)
- A Day of Death  (Split, 1991)
- House by the Cemetery (7" Single, 1994)
- House by the Cemetery (EP, 1995)
- Zombie Apocalypse (7" Single, 1998)
- Zombie Apocalypse (EP, 1998)
- Living…/… Dead (Split, 2004)
- Relapse Singles Series Vol.5  (Split, 2005)
- Yonkers Death — Unreleased Death Metal Comp From 1991 (Split, 2007)

### Компиляции
- Gummo soundtrack («Skin Peeler»)
- Traces of Death III: Dead and Buried soundtrack («Traces of Death»)
- Straight to Hell: A Tribute to Slayer compilation («Piece by Piece»)
- Mortal Massacre  (1993)
- Hacked Up for Barbecue/Zombie Apocalypse (2004)
- House by the Cemetery/Mortal Massacre (2004)
- From the Castet  (2016)

### Концертные альбомы
- The Final Bloodbath Session (live drummer studio sessions, 2002)
- Zombie Massacre Live! (2004)
- Ghoulish Gigs  (2016)